# Chengjiang (häradshuvudort i Kina, Jiangxi Sheng, lat 26,80, long 114,90)
Chengjiang (kinesiska: 澄江, 泰和县) är en häradshuvudort i Kina. Den ligger i provinsen Jiangxi, i den sydöstra delen av landet, omkring 230 kilometer sydväst om provinshuvudstaden Nanchang. Antalet invånare är 512 225. Befolkningen består av 250 360 kvinnor och 261 865 män. Barn under 15 år utgör 20,0 %, vuxna 15-64 år 72 %, och äldre över 65 år 7,0 %.
Runt Chengjiang är det ganska tätbefolkat, med 192 invånare per kvadratkilometer. Chengjiang är det största samhället i trakten. Trakten runt Chengjiang består till största delen av jordbruksmark.
Genomsnittlig årsnederbörd är 1 972 millimeter. Den regnigaste månaden är maj, med i genomsnitt 316 mm nederbörd, och den torraste är oktober, med 32 mm nederbörd.